# Разноцветные бутоны
«Разноцветные бутоны» (кит. трад. 桃色, кант. Тхоу сик; англ. Colour Blossoms) — заключительный фильм трилогии «пионового павильона» гламурного гонконгского режиссёра Йонфаня. Подобно первым двум картинам трилогии, «Пионовая беседка» и «Ломая лозы», «Бутоны» представляют собой «роскошно снятую историю любви, похоти и страсти», исходное китайское название фильма буквально переводится как «персиковый цвет», что в китайском представляет собой эвфемизм для обозначения сексуального желания. Одну из главных женских ролей в киноленте исполнила южнокорейская транс-женщина Харису. Фильм участвовал во внеконкурсных программах 55-го Берлинского и XXVII Московского кинофестиваля.

## Сюжет
Мэйли работает агентом по продаже недвижимости в большом городе. Ей нравится наряжаться, зарабатывать деньги, фантазировать. А ещё она очень любит мужчин в полицейской униформе. Однажды одна богатая дама попросила подобрать подходящего арендатора для своей квартиры. Так обстоятельства сводят Мэйли с обворожительным юношей по имени Ким, который появился словно ниоткуда, как дух, которого годами держали взаперти и который освободился для того, чтобы почувствовать цвета жизни. Мэйли тут же влюбляется в Кима, волшебного принца из её самых сокровенных мыслей. Теперь она хочет постоянно быть рядом с ним. Но проблема в том, что она также влюблена и в угрюмого и строгого полицейского, у которого нет имени, но есть номер 4708. В картине нелинейное повествование: сюжет состоит из воспоминаний Мэйли и её сексуальных фантазий.

## В ролях
| Актёр                     | Роль        |
| ------------------------- | ----------- |
| Тереза Чун (Цзёнг Сиувай) | Мэйли       |
| Харису                    | Рико Умэки  |
| Кэйко Мацудзака           | мадам Умэки |
| Карл У Цзялун (Нг Галунг) | 4708        |

## Производство
Йонфань начал писать сценарий для «Разноцветных бутонов» в Венеции после представления предыдущего фильма трилогии, «Ломая лозы» (англ. Breaking the Willow), на Венецианском кинофестивале. При этом он с самого начала имел в виду свою давнюю подругу Терезу Чун для роли Мэйли. Для съёмок этого гонконгского фильма режиссёр привлёк актёров и съёмочную группу сразу из нескольких стран Азии, в нём снимались актёры из Японии (Мацудзака и Ёкоути) и Кореи (Харису), а съёмочная группа была из материкового Китая и возглавлялась Ван Юем. Для создания музыкального сопровождения к фильму Йонфан сам ездил в Индию для подбора композитора, остановившись там на кандидатуре Сурендера Содхи (англ. Surender Sodhi), ветерана индийского кинематографа.
Хотя изначально «Разноцветные бутоны» задумывались как низкобюджетный фильм, расходы на его создание постепенно поднялись до 10 миллионов гонконгских долларов. В основном они были покрыты средствами самого Йонфаня, но проблемы финансирования затянули съёмки на 13 месяцев. Фильму было сложно привлечь внимание спонсоров из-за рискованной темы, и часть актёров, которым предлагали роли, отказалась сниматься после консультаций со своими агентами.

## Прокатная и фестивальная судьба
Премьера фильма «Разноцветные бутоны» состоялась 27 октября 2004 года, а на следующий день он вышел на экраны Гонконга, а затем Сингапура и Японии. По итогам проката заработал 4 584 092 гонконгских долларов, что для ленты с бюджетом 10 миллионов гонконгских долларов (около 2 миллионов американских) стало провалом. По словам режиссёра, в коммерческой неудаче «Разноцветных бутонов» отчасти повинны влиятельные местные таблоиды, которые за несколько месяцев до премьеры развернули кампанию по дискредитации картины, обвиняя её в «порнографичности», а также поднимая шумиху из-за главной роли в ленте у пользующейся скандальной репутацией Терезы Чун.
В отличие от журналистов «жёлтой прессы», кинообозреватели Гонконга отнеслись к фильму положительно — городское общество кинокритиков (Hong Kong Film Critics Society) включило его в список девяти «рекомендованных фильмов» 2004 года, наряду с «2046» Вонга Карвая и «Разборками в стиле кунг-фу» Стивена Чоу. «Разноцветные бутоны» также претендовали на получение Гонконгских кинопремий (Hong Kong Film Awards) в четырёх номинациях — лучший новый исполнитель (Тереза Чун), работа художника-постановщика, костюмы и грим, оригинальная музыка к фильму — но остались без наград.
Фильм «Разноцветные бутоны» был отобран для участия во внеконкурсной программе «Панорама» 55-го Берлинского кинофестиваля. В фестивальном каталоге картина была представлена как «любовная история с элементами садомазохизма и транссексуальности, исследующая темы желания, страдания, невинности и соблазна». «Разноцветные бутоны» также демонстрировались в 2005 году на Синеманила, Международном кинофестивале Чикаго и в рамках программы «Азиатский экстрим» на XXVII Московском кинофестивале.
В 2011 году фильм «Разноцветные бутоны» был показан на 16-м Пусанском международном кинофестивале в рамках ретроспективы фильмов Йонфаня, включавшей в себя 7 восстановленных фильмов с 1980-х по 2000-е годы. В 2012 году фильм вновь демонстрировался на Московском международном кинофестивале — тоже в рамках ретроспективы Йонфаня. В интервью фестивальному ежедневнику режиссёр определил главную тему своей картины как «отчаянный поиск настоящей любви. Поиск, который доводит до смены пола. В другой сюжетной линии любовь доводит до смерти». По мнению Йонфаня, подобные крайности есть признак настоящей любви.

## Оценки
Фильм получил полярные отзывы критиков, в основном негативные. В одном из отзывов в журнале Firecracker критик Элисон Вонг (англ. Alison Wong) пренебрежительно отозвалась о фильме как о сексуальной смеси, хорошо стилизованной, но бессодержательной и безатмосферной, описывая садомазохистские сцены как «достойные почти только смеха» (англ. almost laughable) и заканчивая утверждением, «что при всех возвышенных претензиях, фильм не имеет никакого ведущего смысла, кроме попытки пощекотать» желания публики (англ. that for all its lofty aspirations, the film has no driving purpose beyond attempting to titillate) Другой критик писал, что фильм «чудовищно плотный, эмоционально холодный и двигается черепашьим шагом» (англ. incredibly dense, emotionally cold, and moves at a glacial pace), и что «всё выглядит и звучит абсолютно завораживающе — но просто не имеет никакого смысла» (англ. Everything looks and sounds absolutely stunning [but] it just doesn't make any sense.).
Другие негативные отзывы также хорошо оценивали визуальные аспекты фильма: Карл Дэвис (англ. Carl Davis) из DVD Talk утверждал, что фильм без сомнения выглядит роскошно, но режиссёр поставил стиль выше содержания. Обзор на Fridae.com назвал фильм усладой для глаз, но также отметил излишества и странности фильма, критикуя слабые и неубедительные персонажи и сценарий. Рецензент Variety Рассел Эдвардс счёл сочетание секса и романтики в фильме «неряшливым», а ленту в целом — «пышной, но пустой», добавив, что фильм быстро скатывается к «непреднамеренной пародии» и не работает ни как драма, ни как история любви. Кинокритик «Ведомостей» Олег Зинцов в статье, посвящённой программе «Азиатский экстрим» на XXVII Московском кинофестивале, охарактеризовал фильм как «глянцевый хоррор с увесистым букетом порноэкзотики».
Некоторые критики защищали художественные достоинства фильма. В обзоре для DVDActive Бодхи Саркар (англ. Bodhi Sarkar) описывал фильм как доставляющий наслаждение и провоцирующий визуальный ряд, гипнотизирующий зрителя на пути исследования чувственности и духовности посредством «поэтической работы с камерой, яркой кинематографии и расслабляющего саундтрека от Сурендера Содхи»(англ. poetic camerawork, luminous cinematography and Surender Sodhi's tranquilising soundtrack).

## Награды и номинации
| Премия                                           | Категория                                 | Номинант                                                  | Результат |
| ------------------------------------------------ | ----------------------------------------- | --------------------------------------------------------- | --------- |
| 24-я Гонконгская кинопремия, 2005                | Лучший новый исполнитель                  | Тереза Чун                                                | Номинация |
| 24-я Гонконгская кинопремия, 2005                | Лучший художник-постановщик               | Мань Лимчун (англ. Man Lim Chung, иер. трад. 文念中)      | Номинация |
| 24-я Гонконгская кинопремия, 2005                | Лучшие костюмы и грим                     | Йонфань, Хо Чилён (англ. Ho Tsz Leung, иер. трад. 何子亮) | Номинация |
| 24-я Гонконгская кинопремия, 2005                | Лучшая оригинальная музыка для фильма     | Сурендер Содхи (англ. Surender Sodhi)                     | Номинация |
| 12-я Премия общества кинокритиков Гонконга, 2005 | Почётное упоминание (англ. Film of Merit) | Разноцветные бутоны                                       | Победа    |
| 12-я Премия общества кинокритиков Гонконга, 2005 | Лучшая актриса                            | Тереза Чун                                                | Номинация |
| 7-я Премия Международного фестиваля Синеманила   | Посвящение                                | Йонфань                                                   | Победа    |
| 7-я Премия Международного фестиваля Синеманила   | Восходящая звезда                         | Тереза Чун                                                | Победа    |
| 2-я Премия Международного фестиваля Ченнаи       | Наиболее многообещающая актриса           | Тереза Чун                                                | Победа    |